# Museo archeologico regionale di Kamarina
Il museo archeologico regionale di Kamarina è  ubicato nelle vicinanze di Scoglitti in provincia di Ragusa (Sicilia) ed è costituito da tre padiglioni e sette sale espositive.
Il museo è chiuso definitivamente 

## Padiglione subacqueo
La prima sala subito dopo l'ingresso è dedicata all'archeologia subacquea. Qui sono esposte ricche collezioni di reperti, portati alla luce grazie alle ricerche effettuate negli anni novanta del XX secolo nel mare antistante Kamarina. Dal relitto dell'Elmo corinzio, di età arcaica (VI secolo a.C.) sono esposti alcuni resti di grandi anfore da trasporto, piccole kylikès ioniche, lucerne e un magnifico e raro elmo corinzio con calotta emisferica e paragnatidi incluse. Seguono un elmo attico-etrusco in bronzo, a paragnatidi mobili, con umbone a pigna e alcune anfore di tipo greco-italiche. Sono esposti pure una statuetta in bronzo del dio Arpocrate dal relitto mamertino, monete, pesi, un gruppo di lucerne, uno scalpellino, uno stilo ecc. Dal relitto delle colonne III secolo d.C. provengono invece molti oggetti di pregevole fattura in bronzo: un vaso porta profumi, un thermos, una bottiglia in vetro con cestino in fibre vegetali, tre strigili e varie monete. Segue l'esposizione di oggetti provenienti dal relitto di Afrodite (III secolo d.C.) con una bellissima statuetta in bronzo di Afrodite, vasi da portata, e alcuni sostegni di un triclinio. Dal relitto dei Sei Imperatori sono esposte ben 5.000 monete in bronzo (antoniniani), una stadera, pesi, scandagli e vari oggetti ornamentali. Infine dal relitto medioevale sono stati esposti alcuni attrezzi da maniscalco.

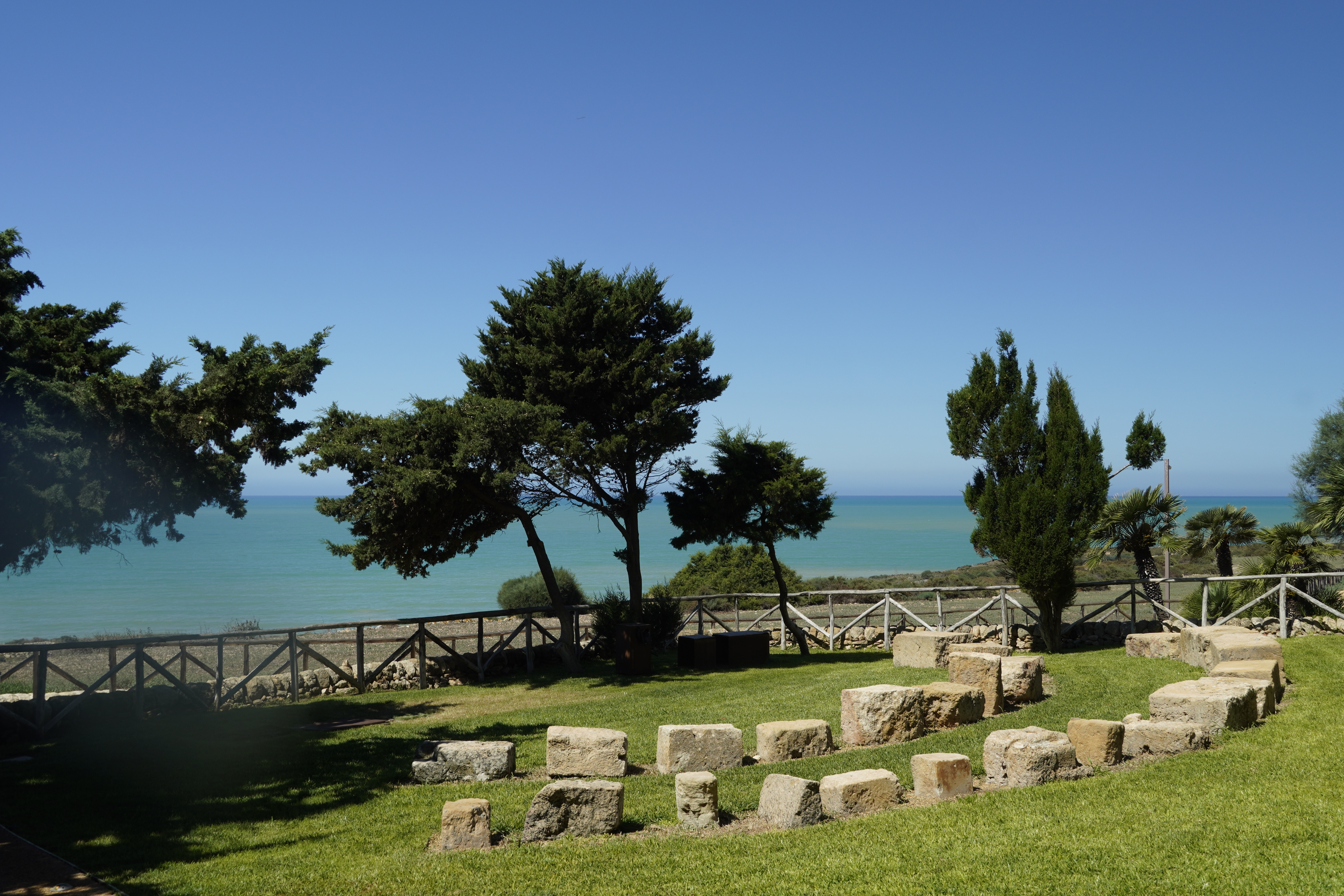
Veduta dall'area archeologica

## Padiglione est

### Sala della preistoria
Uscendo dal Padiglione subacqueo, verso l'esterno del cortile, si accede immediatamente al padiglione est. La prima sala è dedicata ai vari insediamenti nel territorio in età preistorica, in particolare nell'età del bronzo XIX secolo a.C.-XV secolo a.C. In questa sala sono esposti alcuni strumenti litici (lame, punteruoli, punte di freccia, battitoi), tipici della faciès castellucciana dell'età del bronzo. Questi reperti provengono da scavi eseguiti lungo la costa Passo Marinaro, Piano Resti, Macchia Tonda e Branco Grande e verso l'interno nei pressi di Santa Croce Camerina (Contrada Forche).

### Sala Camarina arcaica
Dall'arcaica necropoli di Rifriscolaro, sono esposti innumerevoli reperti che corredavano le sepolture.  Sono esposti un Lekythos con raffigurante Enea ed Anchise, vari Skyphoi e aryballoi corinzi, vasi porta unguenti, e una bellissima anfora biansata della metà fine VI secolo a.C.  con scene figurate di cavalieri armati e menadi danzanti. Seguono una sepoltura ad enchytrismos (inumazione), una sepoltura a cappuccina, un kantharos, un'oinochoe in bucchero eolico, un aryballos, con due leoni ruggenti, un bellissimo cratere ed altri corredi funerari finemente decorati.

### Sala Persefone
Questa sala è dedicata ai culti noti a Kamarina. In particolare qui viene documentato il santuario di Demetra e Kore, portato alla luce da Paolo Orsi nel 1896. Si possono ammirare varie protomi e torsi di statuette sedute sul trono, del periodo ippocrateo 491 a.C., con il polos, sul tipo dell'Athena Lindia e altre statuette in terracotta che raffigurano il tipo stante con porcellino al petto. In questa sala è esposta pure un'arula in terracotta decorata con la raffigurazione a rilievo di una Gorgone VI-V secolo a.C. e alcuni elementi decorativi del tempio di Atena.

### Sala del Tempio di Anna Agata III
Sala dedicata al tempio di Athena. Qui è visibile una parte del terrapieno di colmata IV secolo a.C. ), la rampa di acceso al pronao e le massicce strutture di fondazione del tempio. L'edificio templare è una cella in antis costruita in blocchi di calcarenite su un crepidoma a tre gradini. Il tempio era diviso in tre spazi corrispondenti al pronao, alla cella e all'opistodomo.

## Padiglione ovest

### Sala di Camarina classica
Qui viene rappresentata la storia urbanistica della nuova Kamarina, quella di età classica, dagli inizi del V secolo a.C., dove viene evidenziato l'importante spazio pubblico dell'Agorà e alcuni quartieri urbanistici con le varie plateie e stenopoi. Sono esposti alcune documentazioni fotografiche della coniazione camarinese raffiguranti Athena, Demetra e Kore, la ninfa Camarina, Zeus e il Dio Hipparis.
Infine sono documentati le varie ricerche nella chora di Kamarina.

### Sala necropoli di Passo Marinaro
In questa ampia sala sono esposti vari corredi funerari risalenti al V-IV secolo a.C. provenienti dagli scavi eseguiti presso la necropoli classica di Passo Marinaro. Crateri a campana a fondo rosso con figure nere, lucerne, coppe, ciotole, olpai a vernice nera e altri pregevoli corredi ceramici attici. In questa sala sono esposte anche una sepoltura a cappuccina con corredo, un'epigrafe funeraria di Hippo e tegole con timbri, un'ara ed alcuni plastici ricostruttivi di una fattoria greca e di tutto il sito archeologico.